# Dê Ireland

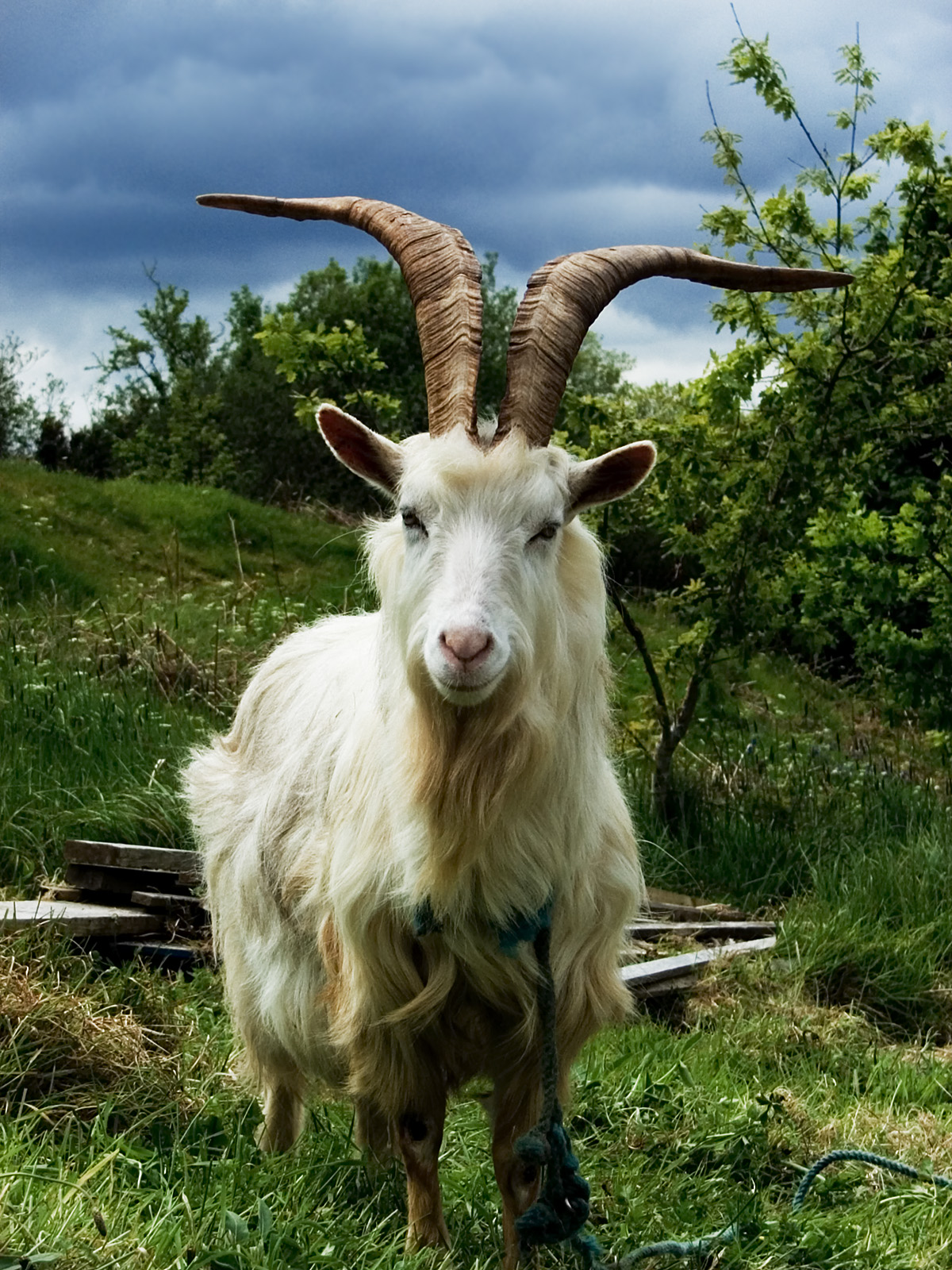
Một con dê Ai-len lông trắng

Dê Ireland là một giống dê kiêm dụng được nuôi để phục vụ cho mục đích lấy thịt dê và sữa dê. Trái ngược với tên gọi, dù giống này không phải là nguồn gốc từ Ai Len, thay vào đó, giống này được cho là có nguồn gốc từ một số Quần đảo Tây Bắc Âu. Nó có liên quan chặt chẽ với nhiều giống dê bản địa của Anh, Scotland và xứ Wales. Khi dê của Ailen được nhập khẩu vào Scotland và Anh, nó được gọi là những “Con dê Ái Nhĩ Lan”.

## Tổng quan
Ở nhiều nơi trong khu vực, chúng đã trở nên hoang dã (dê hoang) do hậu quả của việc trốn thoát hoặc cố tình thả ra từ các trại chăn nuôi dê. Những quần thể dê đã tồn tại ở các khu vực xa xôi và gồ ghề mà động vật này xem là lý tưởng để thích ứng với cuộc sống của chúng. Những con dê này rất nhanh nhẹn trên các vách đá và vách đá lõm. Chúng có nhiều màu sắc, nhưng lớp lông thường là hỗn hợp của màu xám, đen và nâu. Cả hai giới có sừng, con đực có sừng lớn hơn con cái.
Loài dê này được coi là một trong 4 giống dê nguyên thủy của Anh (British Primitive). Dê Ailen là giống dê duy nhất của Ireland cho đến đầu thế kỷ XX. Dê nuôi trong các hộ gia đình từ lâu cho mục dích lấy sữa, da và sản xuất thịt ở Ai Len. Và dê Ailen là giống đa năng, nhưng chủ yếu được sử dụng cho sản xuất thịt và sữa. Các quần thể hoang dã của dê Ailen đã được hình thành ở nhiều nơi trong khu vực, quần thể dê Ailen đã tồn tại ở những vùng xa xôi hẻo lánh để giống này ưa sống. Ngày nay, số dê Ailen không phải là quá nhiều. Nhưng một Hiệp hội đã thành lập được gọi là 'The Old Irish Goat Society', để bảo tồn và phát triển dê Ailen dòng cổ xưa.

## Đặc điểm
Dê Ailen là những con vật có kích thước trung bình. Chúng có ngoại hình rất đẹp và có bộ lông trắng dài. Chúng có một lớp lông khoác cashmere dày dưới lớp lông ngoài dài của chúng giúp giữ cho cơ thể ấm áp trong thời tiết giá lạnh. Giống dê này có nhiều màu sắc nhưng thường thấy ở dang pha màu đen, xám và màu trắng. Cả giới thuộc giống dê Ireland đều có sừng, giống dê này có sừng tương đối nhỏ, trong khi các nhóm dê ở đồng có những sừng lớn hơn. Và có thể đoán tuổi của một con dê Ai Len bằng cách đếm những gờ sừng.
Kích cỡ và trọng lượng của dê Ailen có thể thay đổi. Trung bình, một con dê diển hình có trọng lượng từ 50 đến 75 kg. Trọng lượng cơ thể trung bình của một con dê cái trên 35 đến 60 kg. Dê Ailen là giống đa năng. Nhưng giống này chủ yếu được nuôi trồng để sản xuất thịt và sữa. Dê Ailen rất khỏe mạnh và cứng cáp. Chúng có thể sống sót qua việc sử dụng thức ăn thô xanh và sống sót với lượng thức ăn tối thiểu. Chúng rất thích hợp với và có thể tìm thấy ở nhiều vùng xa xôi hẻo lánh trên Đảo. Chúng rất nhanh nhẹn trên các vách đá và vách đá lõm. Giống dê này cho nhiều sữa, một con dê thuần hoá có thể sản xuất đến 750 lít sữa mỗi năm. 

## Chăn nuôi
Thức ăn cho chúng phải khô ráo, không hôi mốc, sạch không lẫn đất cát; phải để nước sạch trong chuồng để dê uống khi khát. Có thể nuôi theo 3 kiểu: chăn dắt (quảng canh), cột buộc ở khu vực quanh nhà, đồi gò hoặc nuôi nhốt kết hợp với chăn thả (bán thâm canh) và nuôi nhốt cố định tại chuồng (thâm canh).
Việc áp dụng kỹ thuật vào chăn nuôi rất quan trọng. Người nuôi dê phải biết áp dụng kỹ thuật từ khâu làm chuồng trại cho đến việc theo dõi, quản lý đàn dê. Vì là loại động vật không ưa độ ẩm cao nên chuồng trại cho dê cần phải đảm bảo sạch sẽ, thông thoáng, tránh nắng nóng và ẩm ướt. Khi làm chuồng, tùy theo đặc điểm từng vùng, từng nhà cụ thể mà xác định vị trí và hướng chuồng thích hợp để tận dụng yếu tố thuận lợi và hạn chế tối đa các yếu tố bất lợi của thời tiết đối với dê.
Cần tránh cho dê giao phối đồng chủng để bảo đảm năng suất, chất lượng con giống. Khi dê đực con nuôi thời gian khoảng 4 tháng tuổi ra nuôi riêng với dê cái. Đối với dê cái phối giống lần đầu ở thời điểm nuôi từ 7 – 8 tháng tuổi. Không dùng dê đực giống là bố, dê cái là con hoặc cháu, đực giống là anh, dê cái là em cho phối giống với nhau để tránh hiện tượng trùng huyết. Trong thời gian dê có chửa tránh dồn đuổi, đánh đập và không nhốt chung với dê đực để tránh bị dê đực nhảy, dễ sảy thai.
Đối với dê chửa lần đầu cần xoa bóp nhẹ đầu vú để kích thích tuyến sữa phát triển, kích thích tuyến sữa phát triển và tập cho dê quen dần với việc vắt sữa sau này. Đối với dê cái đã đẻ nhiều lứa, đang cho con bú hoặc đang vắt sữa cho dê bằng cách giảm dần số lần cho con bú hoặc vắt sữa từ một lần. Để đảm bảo cho đàn dê cho năng suất sữa cao thì chế độ dinh dưỡng phải đảm bảo hơn, khẩu phần giàu chất dinh dưỡng hơn. Chế độ nuôi dưỡng tốt phải đảm bảo cho dê mẹ phát triển bình thường khi có chửa, cho nhiều sữa trong thời kỳ cho sữa. Thừa thức ăn tinh hỗn hợp thì không chỉ chất lượng sữa giảm, chi phí thức ăn tăng. Chế độ nuôi dưỡng dê sữa phải căn cứ vào nhu cầu dinh dưỡng.